# Schwarzer Oberlin
Schwarzer Oberlin ist eine heute sehr seltene Rotweinsorte. Sie wurde um 1900 von Christian Oberlin (1831–1915) auf dem von ihm 1897 gegründeten Oberlinschen Institut bei Colmar im Elsass gezüchtet. 

## Ampelographische Sortenmerkmale
Die Sorte ist resistent gegen die Reblaus und den falschen Mehltau. Früher war sie im Elsass und nach 1918 in Frankreich weit verbreitet. Beim Rebflächenzensus von 1958 wurden dort fast 4500 Hektar Rebfläche erhoben. Heute soll sie in größerem Umfang in Paraguay angebaut werden. Kleinere Restbestände findet man auch noch im Weinbaugebiet Savoie.
Die Sorte wurde gezüchtet aus Vitis riparia und Gamay Noir und ein Sämling aus einer offenen Abblüte der Sorte diente als Kreuzungspartner bei Castor und Siegfriedrebe aus dem Institut für Rebenzüchtung Geilweilerhof in Siebeldingen.
Eine Rebe dieser seltenen Sorte befindet sich an der Burgmauer von Burg Blankenberg.